# مذكرة التفاهم الليبية التركية 2022
مذكرة التفاهم الليبية التركية 2022 هي مذكرة تفاهم وقعتها حكومة الوحدة الوطنية الليبية مع تركيا في 3 أكتوبر 2022 في العاصمة الليبية طرابلس بهدف تطوير مشاريع استكشاف وإنتاج ونقل وتجارة النفط والغاز الطبيعي.

## جدل حول مذكرة التفاهم
أثار توقيع مذكرة التفاهم جدلا في الأوساط الليبية حيث استنكرت لجنة الخارجية في البرلمان الليبي والحكومة الليبية المكلفة من البرلمان الليبي توقيع الاتفاقية
بينما قال متحدث حكومة الوحدة الوطنية محمد حمودة بعد ساعات من توقيع المذكرة إن مذكرة التفاهم تهدف إلى تطوير المشاريع المتعلقة بالاستكشاف والإنتاج ونقل وتجارة النفط والغاز بشكل يتوافق مع الإجراءات والقوانين المتبعة في ليبيا
. وبحسب حكومة الوحدة الوطنية تنص مذكرة التفاهم على تعزيز التعاون بين البلدين في الجانب العملي والفني والتقني والقانوني والتجاري بمجال الهيدروكربونات (النفط والغاز) وتبادل الخبرات والتدريب وضمان المصالح المشتركة والجدوى من عمليات الاستكشاف والتطوير وزيادة الإنتاج للبلدين، وتنص الاتفاقية بحسب الرواية الحكومية على تأسيس شركات مشتركة بين المؤسسة الوطنية الليبية للنفط ونظيرتها التركية ودعم الشراكات بين القطاعين العام والخاص
وقال وزير الخارجية التركي مولود تشاووش أوغلو إنه «لا يحق لدول أخرى التدخل في الاتفاقية الموقعة بين بلدين ذوي سيادة (تركيا وليبيا)». وأوضخ أوغلو أن: «تركيا تنظر إلى ليبيا كوحدة متكاملة بشرقها وغربها وجنوبها، وستقف في وجه الحملات التي تهدف إلى زعزعة الوحدة في ليبيا وإثارة الصراعات بين الإخوة، وانطلاقا من هذا المفهوم نواصل الحوار مع كافة الأطراف في هذا البلد»

## ردود فعل رافضة
وقوبل الاتفاق باعتراض من اليونان ومصر حيث عبرا عن رفضهما لأي نشاط في «المناطق المتنازع عليها» شرق البحر المتوسط. 

## غموض حول تفاصيل المذكرة
ولم تنشر الحكومة الليبية أو التركية نصا يوضح تفاصيل مذكرة التفاهم إلا أن هذه الخطوة قوبلت باعتراض من بعض الجهات والشخصيات في ليبيا بينما دافعت شخصيات وجهات أخرى عن هذه الخطوة.

## خلفيات
تأتي هذه الخطوة عقب توقيع اتفاقية ترسيم الحدود التركية الليبية، بين الحكومة التركية وحكومة الوفاق الوطني الليبية افي 27 نوفمبر 2019، لترسيم الحدود البحرية بين البلدين في البحر المتوسط